# BBC 1974
Albums de Magma
Concert 1976, Opéra de Reims
(1996) Theusz Hamtaahk : Trilogie
(2001)
BBC 1974 est un album live du groupe français de rock progressif Magma. Il a été enregistré le 14 mars 1974 à Londres dans studio Langham de la BBC. Il est paru en 1999 sur le label Seventh Records (réf. AKT XIII).

## Liste des titres
1. Theusz Hamtaahk - 30:03
2. Köhntarkösz - 27:26

## Musiciens
- Christian Vander - batterie, chant
- Jannick Top : basse
- Klaus Blasquiz : chant, percussions
- Gérard Bikialo : piano Fender
- Michel Graillier : piano Fender, claviers
- Claude Olmos : guitare